# Rally Islas Canarias - El Corte Inglés de 2004
El Rally Islas Canarias - El Corte Inglés de 2004, oficialmente 28.º Rally de Canarias - El Corte Inglés, fue la vigésimo octava edición y la segunda cita de la temporada 2004 del Campeonato de España de Rally. Fue también puntuable para la European Rally Cup West, el campeonato de Canarias y el Desafío Peugeot. Se celebró del 17 al 20 de abril y contó con un itinerario de veinte tramos que sumaban un total de 215 km cronometrados.
Aunque Luis Monzón y Juha Kankkunen fueron los más rápidos de las prueba, ambos competían en la categoría con sendos Toyota Corolla WRC en la categoría T por lo que el ganador del rally fue Enrique García Ojeda del equipo Peugeot. Segundo fue Antonio Ponce y tercero el andorrano Joan Vinyes, segundo en el campeonato de España, lo que dio a la marca el primer doblete de la temporada. Los abandonos de Alberto Hevia y Sergio Vallejo por accidente y de Fuster por avería en el alternador le permitió a José Piñón ponerse al frente del campeonato nacional.

## Itinerario
| Día   | Tramo | Nombre           | Distancia | Hora  | Ganador                    | Líder       |
| ----- | ----- | ---------------- | --------- | ----- | -------------------------- | ----------- |
| Día 1 | TC1   | Arucas           | 11.71 km  | 09:11 | Luis Monzón                | Luis Monzón |
| Día 1 | TC2   | Artenara         | 14.12 km  | 09:49 | Luis Monzón                | Luis Monzón |
| Día 1 | TC3   | Tejeda           | 10.85 km  | 10:32 | Luis Monzón                | Luis Monzón |
| Día 1 | TC4   | San Mateo        | 9.99 km   | 10:52 | Antonio Ponce              | Luis Monzón |
| Día 1 | TC5   | Arucas           | 11.71 km  | 13:10 | Luis Monzón                | Luis Monzón |
| Día 1 | TC6   | Artenara         | 14.12 km  | 13:48 | Antonio Ponce              | Luis Monzón |
| Día 1 | TC7   | Tejeda           | 10.85 km  | 14:31 | Antonio Ponce              | Luis Monzón |
| Día 1 | TC8   | San Mateo        | 9.99 km   | 14:51 | Antonio Ponce              | Luis Monzón |
| Día 1 | TC9   | Arucas           | 11.71 km  | 17:09 | Luis Monzón                | Luis Monzón |
| Día 1 | TC10  | Artenara         | 14.12 km  | 17:47 | Juha Kankkunen             | Luis Monzón |
| Día 1 | TC11  | Tejeda           | 10.85 km  | 18:30 | Luis Monzón                | Luis Monzón |
| Día 1 | TC12  | San Mateo        | 9.99 km   | 18:50 | Luis Monzón                | Luis Monzón |
| Día 2 | TC13  | Telde            | 2.10 km   | 09:51 | Luis Monzón Juha Kankkunen | Luis Monzón |
| Día 2 | TC14  | Llanos de La Pez | 10.38 km  | 10:44 | Luis Monzón                | Luis Monzón |
| Día 2 | TC15  | Valleseco        | 13.66 km  | 11:37 | Antonio Ponce              | Luis Monzón |
| Día 2 | TC16  | Teror            | 11.68 km  | 12:20 | Luis Monzón                | Luis Monzón |
| Día 2 | TC17  | Telde            | 2.10 km   | 14:14 | Juha Kankkunen             | Luis Monzón |
| Día 2 | TC18  | Llanos de La Pez | 10.38 km  | 15:07 | Antonio Ponce              | Luis Monzón |
| Día 2 | TC19  | Valleseco        | 13.66 km  | 16:00 | Luis Monzón                | Luis Monzón |
| Día 2 | TC20  | Teror            | 11.68 km  | 16:43 | Luis Monzón                | Luis Monzón |

## Clasificación final
| Pos.    | Piloto               | Copiloto               | Automóvil                  | Tiempo    | Diferencia |
| General | General              | General                | General                    | General   | General    |
| ------- | -------------------- | ---------------------- | -------------------------- | --------- | ---------- |
| 1.      | Luis Monzón          | José Carlos Déniz      | Toyota Corolla WRC         | 2:21:31.2 | 0.0        |
| 2.      | Juha Kankkunen       | Juha Repo              | Toyota Corolla WRC         | 2:22:39.3 | +1:08.1    |
| 3.      | Enrique García Ojeda | Luisa Raquel Fernández | Peugeot 206 S1600          | 2:24:18.8 | +2:47.6    |
| 4.      | Antonio Ponce        | Rubén González Dávila  | Škoda Octavia Kit Car      | 2:24:23.5 | +2:52.3    |
| 5.      | Joan Vinyes          | Xavier Lorza           | Peugeot 206 S1600          | 2:25:13.7 | +3:42.5    |
| 6.      | José Piñón           | Rogelio Peñate         | Renault Clio S1600         | 2:25:45.7 | +4:14.5    |
| 7.      | Flavio Alonso        | Víctor Pérez           | SEAT León Cupra R          | 2:30:27.5 | +8:56.3    |
| 8.      | Javier Azcona        | Borja Orbe             | Renault Clio Sport         | 2:32:08.8 | +10:37.6   |
| 9.      | Carlos Padilla       | Bernardino Guerra      | Renault Clio Sport         | 2:33:30.9 | +11:59.7   |
| 10.     | Víctor J. Delgado    | Javier Santana         | Mitsubishi Lancer Evo VIII | 2:33:36.5 | +12:05.3   |
| España  |                      |                        |                            |           |            |
| 1.      | Enrique García Ojeda | Luisa Raquel Fernández | Peugeot 206 S1600          | 2:24:18.8 | 0.0        |
| 2.      | Joan Vinyes          | Xavier Lorza           | Peugeot 206 S1600          | 2:25:13.7 | +54.9      |
| 3.      | José Piñón           | Rogelio Peñate         | Renault Clio S1600         | 2:25:45.7 | +1:26.9    |
| 4.      | Flavio Alonso        | Víctor Pérez           | SEAT León Cupra R          | 2:30:27.5 | +6:08.7    |
| 5.      | Javier Azcona        | Borja Orbe             | Renault Clio Sport         | 2:32:08.8 | +7:50.0    |